# (8736) Shigehisa
(8736) Shigehisa est un astéroïde de la ceinture principale.

## Description
(8736) Shigehisa est un astéroïde de la ceinture principale. Il fut découvert le 9 janvier 1997 à Ōizumi par Takao Kobayashi. Il présente une orbite caractérisée par un demi-grand axe de 2,48 UA, une excentricité de 0,26 et une inclinaison de 2,8° par rapport à l'écliptique.

## Compléments